# Vineh
Vineh (bolgarsko: Винех [Vineh]), bolgarski vladar od leta 756 do 762, * ni znano, † 762.
V Imeniku bolgarskih kanov piše, da je vladal 7 let in da je bil iz rodu Ukil ali Vokil. Obdobje njegovega vladanja je odvisno od kronologij, ki so jih razvili različni avtoriji. Vasil Zlatarski ga umešča v obdobje 756-761, Mosko Moskov in Ivan Venedikov pa v obdobje 754-760. Obdobja se ne ujemajo v celoti s podatki iz Imenika.
Vineh je prišel na prestol po porazu njegovega predhodnika Kormisoša v vojni z bizantinskim cesarjem Konstantinom V. Kopronimom. Konstantin je leta 756 napadel Bolgarijo na kopnem in z morja in porazil Vinehovo vojsko v bitki pri Markeli. Poraženi vladar je zaprosil za premirje in izročil svoje otroke Bizantincem za talce. Leta 759 je Konstantin V. ponovno napadel Bolgarijo. Bolgari so njegovo vojsko na Stari planini čakali v zasedi in jo v bitki pri Riškem prelazu porazili. Vineh ni izkoristil svoje zmage, ampak je poskusil ponovno vzpostaviti mir. Njegova odločitev je sprožila nasprotovanje bolgarskega plemstva, zato so ga skupaj z družino umorili.
Džagfar tarihi, zbirka zgodovinskih besedil Volških Bolgarov iz 17. stoletja, katere verodostojnost je sporna, omenja Buneka (se pravi Vineha) kot sina Korimdžesove (se pravi Kormisoševe) sestre, ki je prišel na prestol na miren način. 

## Zanimivost
Po Vinehu se imenuje vrh Vineh Peak na Južnih Šetlandskih otokih na Antarktiki.